# Иван Подкова

Памятник Ивану Подкове во Львове

Ива́н Подко́ва (Крецул, молд. Иоан Поткоавэ Крецул, Ioan Potcoavă Creţul; не позднее 1533 — умер 16 июня 1578) — казацкий кошевой атаман, молдавский господарь (1577—1578). Родной брат господаря Молдавии Иоана III Водэ Храброго или как его упоминает под именем Иоан Армянин Кантемир, Дмитрий Константинович (1673—1723) — автор ряда бесценных научных исследований, в своей работе «Историческое, географическое и политическое описание Молдавии». Григоре Уреке называет его в своей летописи «Иоан Поткоавэ, прозванный Крецулом, взявший себе имя при правлении Ион Водэ».

## Биография
О происхождении и юности Ивана Подковы известно довольно мало. В разных источниках его называли русским, поляком, молдаванином, армянином. Симион Даскэлул и Аксинте (продолжатели Григоре Уреке) вслед за польским летописцем Мартином Пашковским сообщают о происхождении Ивана Подковы из Мазовии. Летопись Грабянки видит в нем казака и русского; польский король Стефан Баторий прямо указывает на валашское (молдавское) происхождение Подковы: «некий… Иван Волошин». Б. П. Хашдеу утверждал, что его армянская фамилия «Карабиед Сербега, он был известен в наших (то есть молдавских) летописях как Иоан Крецул (Кучерявый), а в казачьих анналах — как Иоан Подкова». Существует версия, что он происходил из секейского рода Баториев, бежал к казакам, спасаясь от семейных интриг. Большинство историков считает, что он был братом Иона Водэ Лютого, отличившегося мужественным выступлением против турецкого сюзеренитета в 1573—1574 годах (при поддержке запорожских казаков). Например, в хронике Бельского утверждается, что «Иоан Подкова был из запорожских казаков, природный брат (как некоторые его называли) погибшего Иоана воеводы Молдавии». Когда слухи об этом дошли до молдаван, недовольных своим воеводой Петром VI Хромым, они снарядили в 1577 году посольство к Ивану Подкове и просили его занять престол.

Памятник Ивану Подкове под Тарасовой горой в Каневе

При содействии отряда казацкого гетмана Якова Шаха из 600 казаков, и своего отряда, в который входили и молдаване, Подкова вторгся в Молдавию и низвергнул с престола Петра Хромого. Ивана Подкову поддержали народные массы. В конце ноября 1577 он занял столицу Молдавии Яссы и провозгласил себя господарём.
Удержаться в Молдавии Подкове удалось, однако, не более двух месяцев. Воевода Пётр, собрав свежее войско, двинулся к Яссам, чтобы возвратить потерянный престол, но был вторично разбит Подковой. Тогда Стефан Баторий, король польский, написал своему брату, трансильванскому воеводе Криштофу, чтобы тот оказал помощь Петру Хромому.
В начале 1578 года Иван Подкова, видя, что ему не удержаться на престоле, решил оставить Молдавию и хотел пробраться к запорожским казакам; но брацлавскому воеводе удалось уговорить Подкову отправиться в Варшаву, чтобы оправдаться перед Баторием. Король, однако, в угоду туркам заключил Подкову под стражу и приказал казнить его во Львове на площади Рынок, в июне 1578 года.
16 июня 1578 года его вывели на площадь Рынок во Львове. После оглашения приговора казаку предоставили последнее слово. «…Меня привели на смерть, хотя в своей жизни я не совершил ничего такого, за что заслужил бы подобный конец. Я знаю одно: я всегда боролся мужественно и как честный рыцарь против врагов христианства и всегда действовал для добра и пользы своей родины, и было у меня единственное желание — быть ей опорой и защитой против неверных…», — обращался Подкова к присутствующим. При этом он просил урядников не казнить сопровождавших его товарищей. Выпив стакан вина, переданный верными побратимами, Подкова попросил их принести коврик. Став на колени, Иван прочитал молитву и перекрестился. И только после этого славному казаку снесли голову.

Почтовый блок «Казацкая Украина»: Иван Богун, Иван Гонта, Иван Подкова, Иван Серко

Ивана похоронили в православной Успенской церкви. Однако казаки выкрали его тело, перевезли в Канев и похоронили в одном из православных монастырей под Чернечей горой.
Казнь Ивана Подковы и превратила его в народного героя. О нём слагали многочисленные предания, думы и песни. Он стал героем романтической поэмы Тараса Шевченко «Иван Подкова» (1839):

Було колись — в Україні

Ревіли гармати;

Було колись — запорожці

Вміли панувати…
К этим строкам поэта остается добавить только то, что казаки в своё время «панували» не только на Украине, но, хотя и не очень удачно, и за её пределами.
Румынский писатель Михаил Садовяну посвятил Ивану Подкове исторический роман «Никоарэ Подкова» (1952) и нескольких казацких баллад. Памятники Ивану Подкове установлены во Львове и Черкассах.

## Прозвище
Богдан Петречейку Хашдеу в книге «Иоан Водэ Лютый» (рум. Ioan Vodă cel Cumplit) пишет, что своё прозвище Иван Подкова получил за то, что мог сломать пальцами лошадиную подкову (рум. fiindcă frângea între degete potcoava de cal).
Под его портретом, помещенным в одном из польских изданий начала XVII века, неизвестный художник оставил следующую подпись:

Был настолько сильным, что не только ломал подковы, но и талеры, а когда воткнул талер в деревянную стену, то его нужно было вырубать. Взяв за заднее колесо, он остановил повозку, запряженную шестью лошадьми. Дышло ломал о колено. Взяв зубами бочонок меда, перебросил его через голову. Взяв в руки воловий рог, пробил им ворота.

## Память
Во Львове площадь названа именем Ивана Подковы.